# Spółdzielnia Pracy Rękodzieła Artystycznego Rytosztuka
Spółdzielnia Pracy Rękodzieła Artystycznego Rytosztuka – spółdzielnia pracy powstała w styczniu 1950 roku w Poznaniu, zajmująca się wytwarzaniem biżuterii srebrnej, złotej i odznak na zlecenie różnych instytucji. W 2007 roku postawiona w stan likwidacji przez głównego udziałowca – firmę W. Kruk

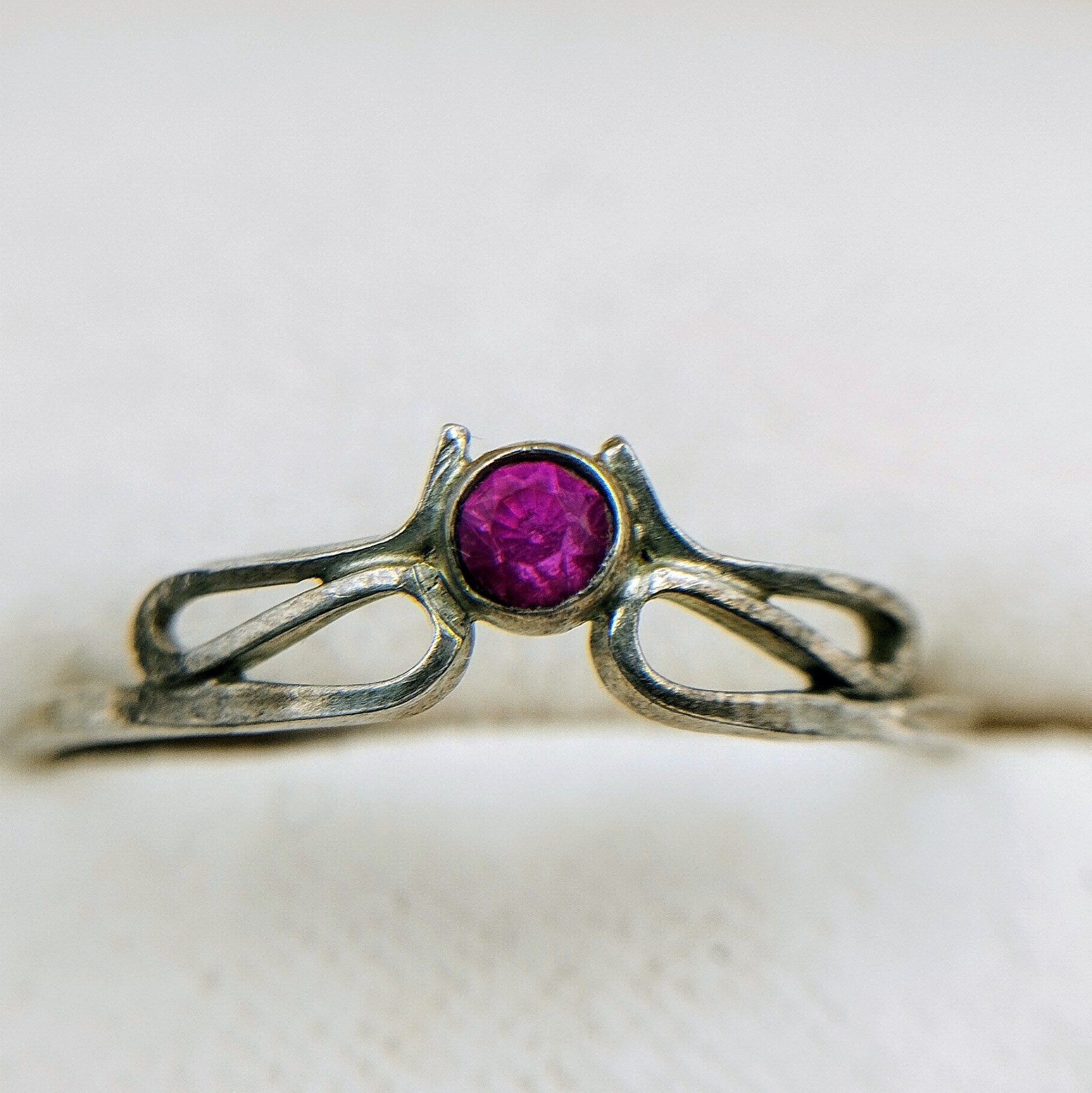
Pierścionek srebrny Rytosztuka z rubinem syntetycznym

## Historia
Spółdzielnia powstała w styczniu 1950 roku. Jej 14 założycieli (członków spółdzielni) wywodziło się z poznańskiego środowiska złotniczego; byli to głównie pracownicy zakładów Romana Fabisza, Mariana Lubińskiego i Aleksandra Tyrały. Głównym projektantem była Irena Lisiecka-Piotrowicz. Wzornictwo Rytosztuki, w odróżnieniu od wielu innych spółdzielni złotniczych z epoki PRL, nie odnosiło się do sztuki ludowej ani historyzmu, przeważało proste wzornictwo wykonywane ręcznie często zdobione grawerowaniem lub kameryzacją. W latach 1952 - 1957 Danuta Sokolnicka pełniła funkcję głównego projektanta.
W 1972 roku zorganizowano oddział terenowy w Zielonej Górze, gdzie zatrudniono 15 rzemieślników. Zakład ten po sześciu latach usamodzielnił się, przyjmując nazwę "Lubuska".
Koniec lat 80. przyniósł Spółdzielni kryzys, co skutkowało zmniejszeniem zatrudnienia i przestawieniem produkcji głównie na produkcję maszynową i seryjną. W 1992 roku przedsiębiorstwo stało się spółką pracowniczą, a w 1993 głównym udziałowcem została firma W. Kruk, która prowadzi dystrybucję biżuterii w swojej sieci salonów. W2007 roku W. Kruk przejął cały majątek i działalność wytwórczą Rytosztuki, a samą spółkę postawił w stan likwidacji.